# Combretum xanthothyrsum
Combretum xanthothyrsum là một loài thực vật có hoa trong họ Trâm bầu. Loài này được Engl. & Diels mô tả khoa học đầu tiên năm 1907.